# Hidroelektrana Krasnojarsk
Hidroelektrana Krasnojarsk ima 124 m visoku betonsku gravitacionu branu, smještenu na rijeci Jenisej, oko 30 km uzvodno od grada Krasnojarsk, u Ruskoj Fereraciji. Sagrađena je od 1956. do 1972. Ima instaliranu snagu od 6 000 MW i po tome je sedma u svijetu. Proizvedenu električnu struju uglavnom isporučuje za proizvodnju aluminija. Brana je duga 1 065 m.
Brana stvara umjetno jezero Krasnojarsk, koje ima površinu od 2 130 km2 i obujam od 73,3 km3. Dugačko je 388 km i široko 15 km. Prosječna dubina umjetnog jezera je 36,6 m, a najdublje je u blizini brane i to 105 m. 
Brana ima veliki utjecaj na klimu u tom kraju. Prije gradnje brane, rijeka Jenisej je bila bez leda 196 dana u godini. Danas cijeli taj dio rijeke je bez leda cijelu godinu, i 300 do 400 km nizvodno. Umjetno jezero stvara klimu u tom kraju toplijom i vlažnijom. 
Brana je opremljena s kosinom na kojoj su ugrađene tračnice za prijevoz brodova. Da bi brodovi prešli branu, potrebno je oko 90 minuta.